# Tourville-la-Campagne
Tourville-la-Campagne település Franciaországban, Eure megyében. Lakosainak száma 1114 fő (2022. január 1.).

## Népesség
A település népessége az elmúlt években az alábbi módon változott:
| Lakosok száma | 313  | 602  | 730  | 850  | 1011 | 1041 | 1081 | 1121 | 1127 | 1114 |
|               | 1968 | 1982 | 1990 | 2006 | 2013 | 2015 | 2017 | 2019 | 2020 | 2022 |